# Fred Marriott
Fred Marriott (Needham, 31 dicembre 1872 – Detroit, 28 aprile 1956) è stato un pilota automobilistico statunitense. È stato il primo pilota automobilistico a superare la velocità di 200 km/h.

## Biografia
Nel 1906 stabilì a Ormond Beach, in Florida, il record di velocità terrestre raggiungendo una velocità massima di 127,66 mph (205,44 km/h) a bordo di un'automobile a vapore, la Stanley Rocket. Marriott tentò di migliorarsi nel 1907 con una versione aggiornata e potenziata della vettura citata. In questa seconda prova riuscì a raggiungere i 240 km/h, ma la vettura ebbe un incidente ed il record non fu omologato. Dopo questo episodio, Marriott non fece più altri tentativi.
Il primato di Marriott fu superato da un'altra automobile a vapore solo 103 anni dopo, nel 2009. Il nuovo record, che fu di 225,055 km/h, venne realizzato alla Edwards Air Force Base, nel deserto del Mojave, in California. La vettura che stabilì il nuovo record venne guidata da Charles Burnett III.

## Galleria d'immagini

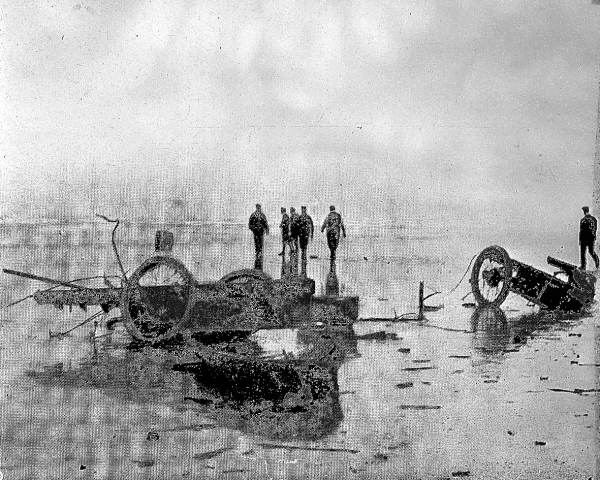
La Stanley demolita nel 1907 nel secondo tentativo effettuato da Fred Marriott